# جودی لو
جودی لو (انگلیسی: Judy Loe; ۶ مارس ۱۹۴۷ – ۱۵ ژوئیهٔ ۲۰۲۵) بازیگر اهل بریتانیا بود که بیتشر به خاطر فعالیتش در تلویزیون شناخته می‌شد.